# Volkswagen Tiguan
Volkswagen Tiguan (type 5N) er en bilmodel fra Volkswagen i SUV-klassen, som har været på markedet siden november 2007.

## Historie
I starten af december 2006 præsenterede Volkswagen på Los Angeles Motorshow en prototype til en kompakt SUV, som meget lignede den senere serieproducerede Tiguan. Den officielle præsentation af serieudgaven fandt sted på Frankfurt Motor Show 2007.
Bilen benyttede mange komponenter fra Golf og Passat, herunder det kendte 4Motion-firehjulstræk med Haldexkobling og den selvstyrende parkeringshjælp. Optisk set ligner Tiguan den større Volkswagen Touareg, mens kabineudstyret og målene minder om Golf Plus. Bagagerummet kan rumme fra 360 (med bund og nødhjul) hhv. 470 (uden bund og nødhjul) til 1510 (uden nødhjul med bagsædet klappet frem) liter.
Tiguan findes i de tre udstyrsvarianter Trend & Fun, Sport & Style og Track & Field. De to førstnævnte er udviklet til almindelig gadekørsel, mens sidstnævnte også er egnet til let terræn og kan kendes på en anderledes forkofanger, som muliggør en hældningsvinkel på 28° i modsætning til de andre varianters 18°. De tre varianter har forskelligt standardudstyr.
- Bagfra
- Volkswagen Tiguan Track & Field (2007–2011)
- Bagfra

I Kina har Tiguan siden 2010 også fandtes i en forlænget udgave. Det er dog pt. ikke planlagt at markedsføre denne i Europa.
Offentlighedens interesse for Tiguan vækkede også de lange forhandlinger mellem Volkswagens ledelse og firmaet IG Metall; sidstnævnte vil forhindre den oprindeligt planlagte produktion hos Volkswagens datterselskab VW Autoeuropa Ltda. i Palmela, Portugal. Den 27. september 2005 blev det bekendtgjort, at Tiguan vil blive fremstillet af datterselskabet Auto 5000 GmbH på hovedfabrikken i Wolfsburg, Tyskland. Der blev planlagt at producere op til 130.000 enheder om året. I starten medvirkede supermodellen Heidi Klum og hendes eksmand Seal i reklamespots for Tiguan.

## Navnefinding
Navnet "Volkswagen Marrakesh" figurerede længe i medierne. Dette navn var opfundet af et tidsskrift, afledt af navnet på en tidligere Volkswagen-prototype og overtaget af flere andre medier. Volkswagens marketingafdeling forsøgte i flere uger at forhindre brugen af dette falske navn. Volkswagens officielle betegnelse var på dette tidspunkt "kompakt offroader" eller "kompakt SUV"; det endelige navn skulle først offentliggøres kort tid før modellens introduktion.
Det af ordene tiger og leguan sammensatte kunstord "Tiguan" opstod af en rundspørge i tidsskriftet Auto Bild, hvis læsere frem til 15. juni 2006 kunne stemme om den dengang fremtidige bils navn. "Tiguan" vandt med 36 procent af stemmerne over alternativerne "Nanuk", "Namib", "Rockton" og "Samun". De tidligere benyttede navne "Marrakesh" og "Beduin" blev kasseret.

## Sikkerhed
I Euro NCAPs kollisionstest fik Tiguan fem ud af fem mulige stjerner for passagersikkerhed, fire stjerner for børnesikkerhed og to ud af fire stjerner for fodgængersikkerhed.

## Facelift
I juli 2011 gennemgik Tiguan et facelift. Udefra kan den faceliftede Tiguan kendes på de modificerede forlygter, de nye front- og hækskørter samt nye baglygter.
Teknisk set blev alle benzinmotorerne revideret, så de i starten af 2011 udgåede 1,4- og 2,0-liters benzinmotorer med 110 kW (150 hk), 125 kW (170 hk) og 147 kW (200 hk) blev afløst af nye med 118 kW (160 hk), 132 kW (180 hk) hhv. 155 kW (210 hk).
Der kom også en fjerde udstyrsvariant Track & Style, som forenede merudstyret fra Sport & Style med Track & Field's terrænegenskaber.
- Volkswagen Tiguan Sport & Style (2011−)
- Bagfra
- Volkswagen Tiguan Track & Style (2011−)
- Bagfra

## Motorer
Modellen findes med fire benzinmotorer med effekt fra 90 kW (122 hk) til 155 kW (210 hk) og tre dieselmotorer fra 81 kW (110 hk) til 130 kW (177 hk). 2,0-liters TDI-motorerne med commonrailindsprøjtning og partikelfilter var nyudviklede, og opfylder siden april 2009 Euro5. Tidligere solgte biler kan hos Volkswagen få aktualiseret motorstyresoftwaren og kan herefter registreres som Euro5.
Ved introduktionen fandtes Tiguan udelukkende med 4Motion-firehjulstræk. Senere kom 1,4 TSI-modellen med 110 kW (150 hk) og 2,0 TDI-modellen med 81 kW (110 hk) også i forhjulstrukne udgaver. 140 hk-dieselmotoren og 170- og 200 hk-benzinmotorerne findes også med 7-trins DSG (frem til juni 2010 6-trins automatgear).

### Tekniske data
| Model         | Cylindre | Ventiler | Slagvolume cm³ | Max. effekt kW (hk) / omdr. | Max. drejningsmoment Nm / omdr. | Motorkode  | 0-100 km/t sek. | Topfart km/t | Byggeår          |
| ------------- | -------- | -------- | -------------- | --------------------------- | ------------------------------- | ---------- | --------------- | ------------ | ---------------- |
| Benzinmotorer |          |          |                |                             |                                 |            |                 |              |                  |
| 1.4 TSI       | 4        | 16       | 1390           | 90 (122) / 5000             | 200 / 1500 − 4000               | CAXA       | 10,9            | 185          | 6/2010 −         |
| 1.4 TSI       | 4        | 16       | 1390           | 110 (150) / 5800            | 240 / 1750 − 4000               | BWK, CAVA  | 9,3 − 9,6       | 192 − 197    | 8/2007 − 1/2011  |
| 1.4 TSI       | 4        | 16       | 1390           | 118 (160) / 5800            | 240 / 1500 − 4500               | CAVD       | 8,9 − 9,2       | 198 − 203    | 6/2011 −         |
| 2.0 TSI       | 4        | 16       | 1984           | 125 (170) / 4300 − 6000     | 280 / 1700 − 5000               | CAWA       | 8,1 − 9,9       | 197 − 201    | 2/2008 − 1/2011  |
| 2.0 TSI       | 4        | 16       | 1984           | 132 (180) / 4500 − 6200     | 280 / 1700 − 4500               | CCZD       | 7,9 − 8,3       | 202 − 204    | 2/2011 −         |
| 2.0 TSI       | 4        | 16       | 1984           | 147 (200) / 5100 − 6000     | 280 / 1700 − 5000               | CAWB, CCZA | 7,4 − 8,5       | 207 − 210    | 2/2008 − 1/2011  |
| 2.0 TSI       | 4        | 16       | 1984           | 155 (211) / 5300 − 6200     | 280 / 1700 − 5200               | CCZB       | 7,3 − 7,8       | 213 − 215    | 2/2011 −         |
| Dieselmotorer |          |          |                |                             |                                 |            |                 |              |                  |
| 2.0 TDI       | 4        | 16       | 1968           | 81 (110) / 2750 − 4200      | 280 / 1750 − 2750               | CBDC       | 11,9            | 175          | 6/2010 −         |
| 2.0 TDI       | 4        | 16       | 1968           | 103 (140) / 4200            | 320 / 1750 − 2500               | CBAB       | 10,2 − 10,7     | 186 − 193    | 8/2007 −         |
| 2.0 TDI       | 4        | 16       | 1968           | 125 (170) / 4200            | 350 / 1750 − 2500               | CBBB       | 8,9             | 201          | 2/2008 − 10/2012 |
| 2.0 TDI       | 4        | 16       | 1968           | 130 (177) / 4200            | 380 / 1750 − 2500               | CFGC       | 8,5             | 200 − 202    | 10/2012 −        |

1. ↑  Frem til 2010 280 Nm ved 1700 − 4200 omdr./min.
2. ↑  For visse eksportlande 100 kW (136 hk)
3. ↑  For visse eksportlande 120 kW (163 hk)

## Anden generation
I slutningen af 2014 kommer en ny model af Tiguan på markedet. Den nye Tiguan bliver baseret på samme platform som Golf VII og kommer også til at findes i XL- og coupé-udgaver.